# SpVgg Rot-Weiß Speyer
Die Spielvereinigung Rot-Weiß Speyer 1921 e. V. ist ein deutscher Fußballverein mit Sitz in der rheinland-pfälzischen Stadt Speyer.

## Geschichte

### Gründung bis Nachkriegszeit
Der Verein wurde im Jahr 1921 gegründet. Zur Saison 1950/51 stieg der Verein in die damals zweitklassige Landesliga Vorderpfalz auf. Mit 31:25 Punkten konnte man sich dann direkt am Ende der Spielzeit auf dem fünften Platz positionieren. Am Ende der Folgesaison wurde die Liga dann aufgelöst, mit 16:36 Punkten platzierte sich Speyer auf dem 13. Platz der Tabelle, womit es zur nächsten Saison in die 2. Amateurliga ging.

### Heutige Zeit
In der Saison 2004/05 spielt der Verein in der 1. Kreisklasse Speyer und belegte mit 53 Punkten dort den dritten Platz. Mit 69 Punkten platzierte man sich dann am Ende der Saison 2008/09 auf dem zweiten Platz und stieg somit in die Kreisliga Rhein-Mittelhaardt auf. Im Abschluss der Spielzeit 2011/12 landete der Verein dann mit 65 Punkten auf dem zweiten Platz, womit man an den Aufstiegsspielen zur Bezirksklasse Vorderpfalz teilnehmen konnte. Dort verlor man dann jedoch beide Spiele gegen den 1. FC Hambach und stieg damit nicht auf. Zur Saison 2013/14 wurde aus der Kreisliga dann die B-Klasse. Mit 17 Punkten stieg der Verein aus dieser dann am Ende der Saison 2017/18 über den 15. Platz in die C-Klasse ab. In dieser Liga spielt der Verein auch noch bis heute.

## Persönlichkeiten
- Kevin Akpoguma (* 1995), später Spieler bei der TSG 1899 Hoffenheim und Fortuna Düsseldorf